# Alpaida almada
Alpaida almada är en spindelart som beskrevs av Levi 1988. Alpaida almada ingår i släktet Alpaida och familjen hjulspindlar. Inga underarter finns listade i Catalogue of Life.